# 姚潔貞

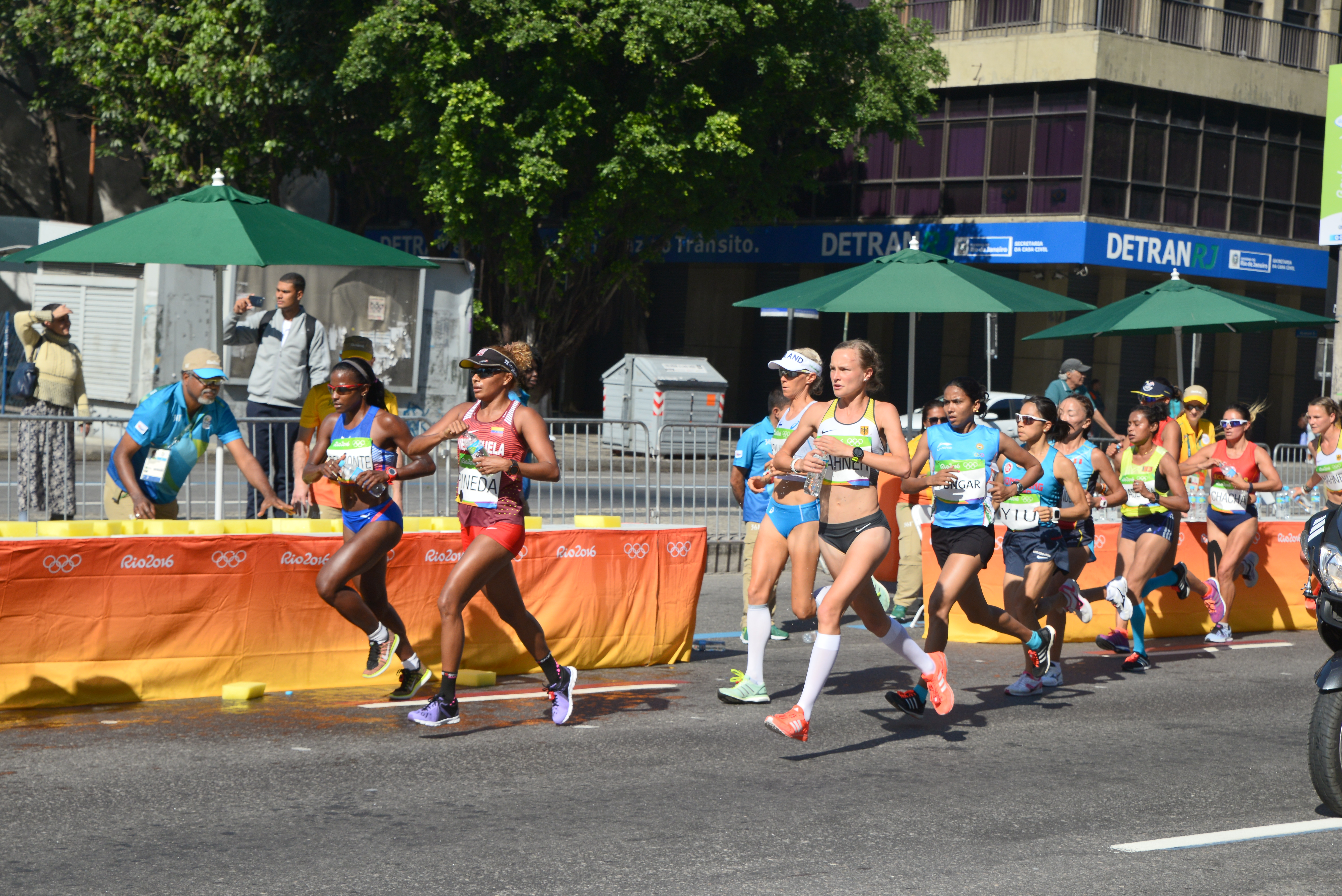
2016年夏季奧林匹克運動會田徑馬拉松決賽

姚潔貞（英語：Christy Yiu Kit Ching，1988年2月20日—）是香港前女子田徑運動員，專攻中長跑項目。2022年宣布退役，重投工作，從事保險。

## 長跑生涯
2009年12月12日，姚潔貞在2009年東亞運動會女子千五米長跑賽中，取得銅牌。
2013年2月24日，姚潔貞參加渣打馬拉松的女子半馬拉松賽事，結果以1小時20分47秒佳績率先衝線，連續3年封后。
2014年2月16日，衛冕渣打半馬冠軍的姚潔貞轉戰10公里賽，繼續有出色表現，以36分14秒奪得冠軍。11月21日，姚潔貞在泰國布吉島舉行的2014年亞洲沙灘運動會女子個人越野項目中，僅次兩位巴林選手，以24分48秒時間在沙灘完成6公里賽事，為香港增添一面銅牌。同年12月14日，剛在她與陳家豪結婚後第二天，於BROOKS香港15公里挑戰賽2014中，以54分07秒勇奪全場女子總冠軍，同時更打破她保持的女子15公里的香港紀錄，舊紀錄為56分04秒由她於2011年創下。
2015年5月3日，姚潔貞在布拉格馬拉松中，以2小時38分42秒打破個人最佳成績，取得2016年里約熱內盧奧運會馬拉松賽事的參賽資格。
2016年8月14日，姚潔貞在2016年里約熱內盧奧運會馬拉松賽事中以2小時36分11秒完成賽事，創下了個人最佳成績，在157名選手中獲得第39位。
奧運過後，姚潔貞在社交網站宣布暫別馬拉松。她解釋暫停訓練和比賽是希望調理身體，計劃生育，翌年起打算轉為兼職護士，不再做全職運動員，但仍會參與2月舉行的香港馬拉松10公里賽。她計劃在兩年後復出，目標仍是出戰2020年東京奧運會。
2017年2月12日，姚潔貞最後沒有參加香港馬拉松10公里賽，改為電視台評述馬拉松賽事。
2019年2月17日，闊別渣馬兩年產後復出的姚潔貞，以1小時16分29秒勇奪渣打馬拉松的女子半馬拉松賽事全場冠軍。
2019年7月7日，姚潔貞出戰自2016年里約奧運後首場全馬賽事，於澳洲黃金海岸馬拉松，以2小時34分7秒獲全場女子第六名，並打破塵封長達15年的香港女子馬拉松紀錄，比陳敏儀於2004年創下的2小時35分49秒紀錄，快1分42秒，一舉創下新香港紀錄，並跑出個人最佳成績，並以此賽事成績取得2019年9月於多哈舉行的世界田徑錦標賽參賽資格。
2021年10月24日，姚潔貞以2小時39分23秒奪得渣打馬拉松的女子全馬拉松賽事冠軍。

## 工作及背景
姚潔貞畢業於保良局陸慶濤小學（2000年）以及德望學校（中學部），後於2011年畢業於香港中文大學護理系 ，本任職註冊護士，但是為了衝擊奧運資格，在2014年底毅然放棄護士工作。
2022年宣佈退役後，從事保險。

## 家庭
獲傳媒稱為「長跑情侶」的陳家豪及姚潔貞結束8年多的愛情長跑，在2014年12月13日於陳家豪悉心準備半年下，於香港迪士尼樂園求婚，兼於餐廳內在雙方父母、40多名親友、跑友及學生見證下，即場註冊榮升「長跑夫婦」。翌日於BROOKS香港15公里挑戰賽2014中，以54分07秒勇奪全場女子總冠軍兼打破她自己於2011年創下的紀錄。
2017年2月，姚潔貞對外透露自己不幸小產，不過在同年10月再度懷孕。2018年4月8日，姚潔貞誕下重3.09kg的女嬰，取名陳瑤。

## 廣告
- 2017年：瑞一寶 補鈣瑞 一 寶鈣1000羊奶粉

## 外部連結
- 姚潔貞在国际奥林匹克委员会的资料
- 姚潔貞在的頁面
- 第四屆亞洲沙灘運動會 運動員資料 姚潔貞